# Cikarang (Jampang Kulon)
Cikarang is een bestuurslaag in het regentschap Sukabumi van de provincie West-Java, Indonesië. Cikarang telt 2921 inwoners (volkstelling 2010).